# Isola di Želtuchin
L'isola di Želtuchin (in russo Остров Желтухина) è un'isola russa nel golfo di Pietro il Grande (mar del Giappone), che fa parte dell'arcipelago dell'imperatrice Eugenia. Amministrativamente appartiene al Pervomajskij rajon della città di Vladivostok, nel Territorio del Litorale, che è parte del Circondario federale dell'Estremo Oriente.

## Geografia
L'isola è la più meridionale dell'arcipelago della imperatrice Eugenia e si trova 39 km a sud di Vladivostok; a 4,1 km dall'isola di Rikord e a 1,1 km dall'isola di Moiseev. È composta di rocce di granito rossastro, il suo punto più alto, nella parte occidentale, raggiunge i 75 m. Ha qualche spiaggia di sassi, ma la maggior parte delle coste è rocciosa. L'isola ha la forma di una sella. Dalla punta sud-orientale dell'isola si estende per 190 m una barriera di scogli. Vicino alla punta nord-orientale sorge un grande faraglione che ha più di 40 m di diametro.

## Storia
Come per le altre isole dell'arcipelago, Želtuchin è stata visitata durante la spedizione russa del 1862-63 guidata da Vasilij Matveevič Babkin e le è stato dato il nome del comandante della corvetta Kalevala Fedor Nikolaevič Želtuchin (Федор Николаевич Желтухин)
Nella seconda metà del XX secolo, si decise di trasformare l'isola in uno dei nodi nella difesa costiera di Vladivostok, ed ora è visibile l'equipaggiamento militare dismesso. Želtuchin è conosciuta dai turisti per il suo paesaggio insolito con i pesanti carri armati IS-2 arrugginiti nella fitta vegetazione.